# Stora Korpskär (Kökar, Åland)
Stora Korpskär är en ö i Åland (Finland). Den ligger i Skärgårdshavet och i kommunen Kökar i landskapet Åland, i den sydvästra delen av landet. Ön ligger omkring 65 kilometer öster om Mariehamn och omkring 210 kilometer väster om Helsingfors.
Öns area är 4,1 hektar och dess största längd är 460 meter i nord-sydlig riktning.